# 5032 Conradhirsh
5032 Conradhirsh eller 1990 OO är en asteroid i huvudbältet som upptäcktes 18 juli 1990 av den amerikanske astronomen Eleanor F. Helin vid Palomar-observatoriet. Den är uppkallad efter Conrad W. Hirsh.
Asteroiden har en diameter på ungefär 8 kilometer och den tillhör asteroidgruppen Eos.